# Tectipleura
Tectipleura — підклас наземних і водних черевоногих.
Група складається з понад 27 000 різних видів, серед яких різні групи равликів, слимаків і морських зайців, що живуть у різних середовищах існування по всьому світу.
Тектиплеври існують понад 200 мільйонів років.

## Підрозділи
- Надряд Acochlidiacea
- Надряд Eupulmonata
- Надряд Hygrophila
- Надряд Pneumopulmonata
- Надряд Pylopulmonata
- Надряд Sacoglossa
- Надряд Siphonarimorpha[4]
- Родина Aplysiidae
- Ряд Cephalaspidea
- Ряд Pteropoda
- Родина Runcinidae
- Родина Umbraculidae